# Olympische Sommerspiele 2020/Teilnehmer (Eswatini)
| Gelbes Symbol für Goldmedaillen mit stilisierten Olympischen Ringen | Graues Symbol für Silbermedaillen mit stilisierten Olympischen Ringen | Braundes Symbol für Bronzemedaillen mit stilisierten Olympischen Ringen |
| ------------------------------------------------------------------- | --------------------------------------------------------------------- | ----------------------------------------------------------------------- |
| —                                                                   | —                                                                     | —                                                                       |

Eswatini nahm an den Olympischen Spielen 2020 in Tokio teil. Es war die insgesamt elfte Teilnahme an Olympischen Sommerspielen.

## Teilnehmer nach Sportarten

### Boxen
| Athleten        | Wettbewerb              | 1. Runde  | 1. Runde | Achtelfinale  | Achtelfinale  | Viertelfinale | Viertelfinale | Halbfinale    | Halbfinale    | Finale        | Finale        | Rang |
| Athleten        | Wettbewerb              | Gegner    | Ergebnis | Gegner        | Ergebnis      | Gegner        | Ergebnis      | Gegner        | Ergebnis      | Gegner        | Ergebnis      | Rang |
| --------------- | ----------------------- | --------- | -------- | ------------- | ------------- | ------------- | ------------- | ------------- | ------------- | ------------- | ------------- | ---- |
| Männer          |                         |           |          |               |               |               |               |               |               |               |               |      |
| Thabiso Dlamini | Weltergewicht bis 69 kg | A. Mengue | RSC      | ausgeschieden | ausgeschieden | ausgeschieden | ausgeschieden | ausgeschieden | ausgeschieden | ausgeschieden | ausgeschieden | 17   |

### Leichtathletik
Laufen und Gehen 
| Athleten           | Wettbewerb | Runde 1 | Runde 1 | Halbfinale | Halbfinale | Finale        | Finale        | Rang |
| Athleten           | Wettbewerb | Zeit    | Rang    | Zeit       | Rang       | Zeit          | Rang          | Rang |
| ------------------ | ---------- | ------- | ------- | ---------- | ---------- | ------------- | ------------- | ---- |
| Männer             |            |         |         |            |            |               |               |      |
| Sibusiso Matsenjwa | 200 m      | 20,34 s | 7       | 20,22 s    | 11         | ausgeschieden | ausgeschieden | 11   |

### Schwimmen
| Athleten        | Wettbewerb    | Vorlauf | Vorlauf | Halbfinale    | Halbfinale    | Finale        | Finale        | Rang |
| Athleten        | Wettbewerb    | Zeit    | Rang    | Zeit          | Rang          | Zeit          | Rang          | Rang |
| --------------- | ------------- | ------- | ------- | ------------- | ------------- | ------------- | ------------- | ---- |
| Frauen          |               |         |         |               |               |               |               |      |
| Robyn Young     | 50 m Freistil | 30,41 s | 70      | ausgeschieden | ausgeschieden | ausgeschieden | ausgeschieden | 70   |
| Männer          |               |         |         |               |               |               |               |      |
| Simanga Dlamini | 50 m Freistil | 26,94 s | 63      | ausgeschieden | ausgeschieden | ausgeschieden | ausgeschieden | 63   |